# ألثيا فلاينت
ألثيا فلاينت (بالإنجليزية: Althea Flynt) هي رائدة أعمال أمريكية، ولدت في 6 نوفمبر 1953 في مارييتا في الولايات المتحدة، وتوفيت في 27 يونيو 1987 في لوس أنجلوس في الولايات المتحدة بسبب غرق.

## وصلات خارجية
- ألثيا فلاينت على موقع IMDb (الإنجليزية)
- ألثيا فلاينت على موقع إن إن دي بي (الإنجليزية)